# Tricholaema frontata
Tricholaema frontata е вид птица от семейство Lybiidae.

## Разпространение
Видът е разпространен в Ангола, Замбия, Демократична република Конго, Малави и Танзания.